# Чашкагурт
Чашкагурт — деревня в Селтинском районе Удмуртской республики.

## География
Находится в западной части Удмуртии на расстоянии приблизительно 9 км на юг по прямой от районного центра села Селты.

## История
Известна с 1873 года как починок Над речкой Англеть (Чашкагурт) с 5 дворами. В 1893 году здесь (уже починок Чашкагурт) 12 дворов, в 1905 (уже деревня Над речкой Анлеть или Чашкагурт) — 17, в 1924 (снова Чашкагурт) — 27. До 2021 года входила в состав Сюромошурского сельского поселения.

## Население
Постоянное население составляло 38 человек (1873), 94 (1893, 80 удмуртов и 14 русских), 141 (1905), 176 (1924), 41 человек в 2002 году (удмурты 88 %), 15 в 2012.